# Centre Aragonès de Barcelona
El Centre Aragonès de Barcelona és un edifici situat als carrers de Joaquim Costa i de Torres i Amat del Raval de Barcelona, catalogat com a bé amb elements d'interès (categoria C).

## Història
El Centre Aragonès de Barcelona va ser fundat el 1909 i va tenir diverses seus, fins que el 1914 l'arquitecte Miguel Ángel Navarro Pérez (Saragossa, 1883-1956) va projectar aquest edifici. Inaugurat el 1916, va rebre una menció al concurs anual d'edificis artístics de l'Ajuntament de Barcelona a l'edició del 1917.

## Descripció
Es tracta d'un edifici monumental de planta baixa i dos pisos, destinat a sala d'espectacles i locals del Centre Aragonès. Les façanes de maó vist i decoracions ceràmiques tenen un estil inspirat en el mudèjar aragonès del Renaixement.